# Heide-Itzehoer Geest

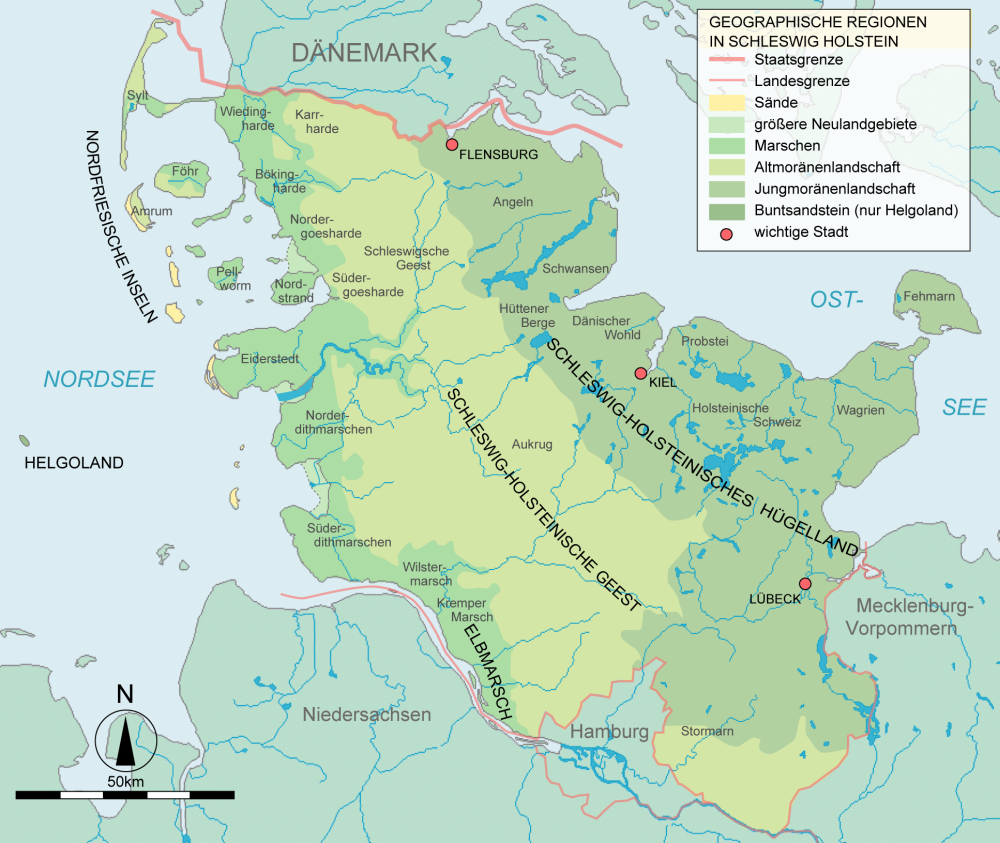
Landschaften in Schleswig-Holstein

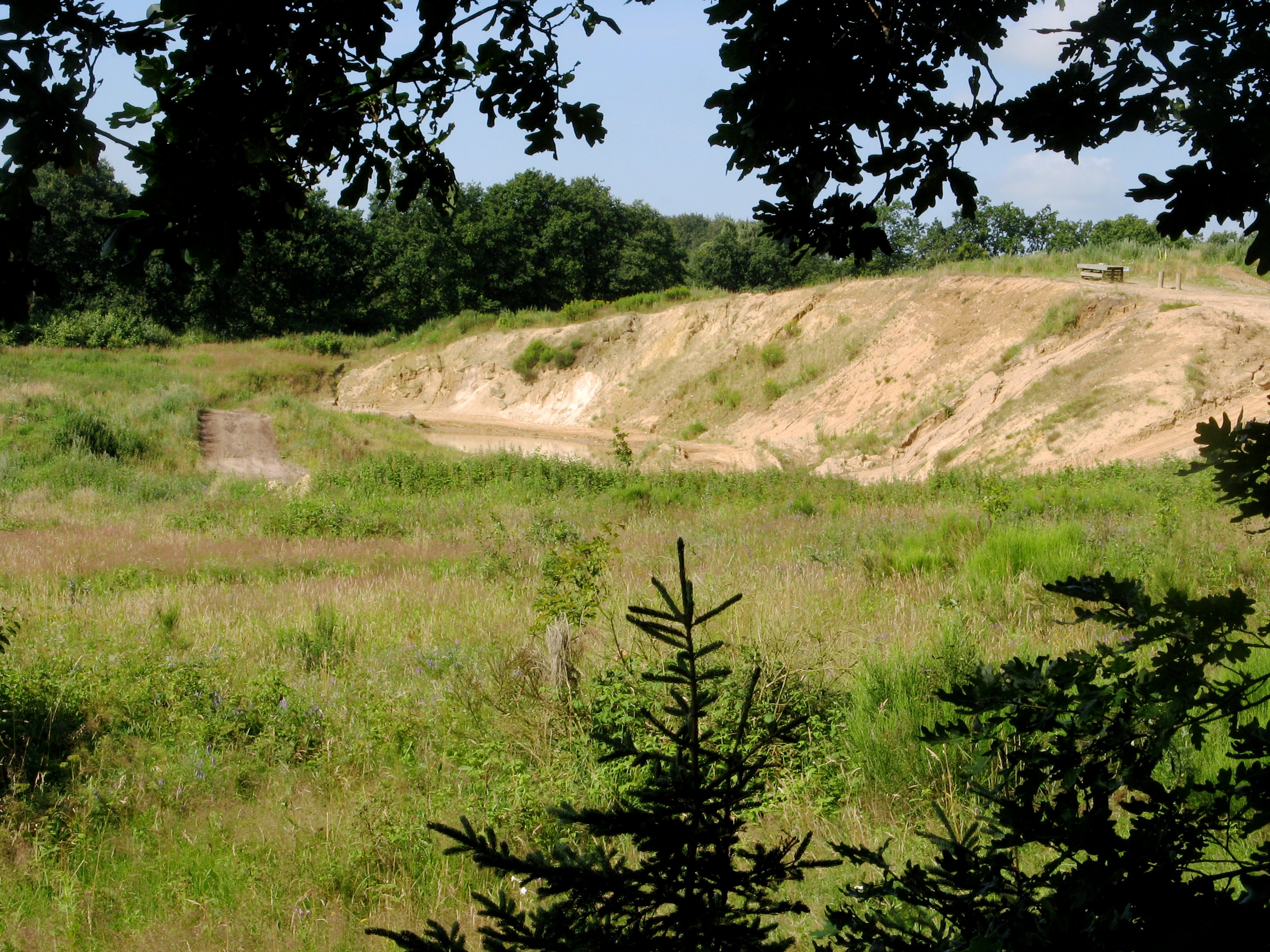
Auf einer Endmoräne in der sogenannten Dithmarscher Schweiz

Die Heide-Itzehoer Geest ist eine naturräumliche Haupteinheit im westlichen Schleswig-Holstein. Sie zählt zur Hohen Geest und damit zu den Schleswig-Holsteinischen Geestgebieten.
Die Heide-Itzehoer Geest wurde in der Saaleeiszeit aufgeschoben und gehört damit zu den geologisch ältesten Gebieten des Landes. Das Gebiet liegt südlich der Eider-Treene-Niederung, östlich der Dithmarscher Marsch und der Wilstermarsch, nördlich der Elbmarschen und westlich der Vorgeest. Besonders nach Westen ist es klar abgegrenzt, in langen Teilen entlang der ehemaligen Küstenlinien lassen sich noch deutliche Kliffs (Kleve) erkennen. Südlichster Teil ist die südlich der Stör und nördlich der Kremper Marsch gelegene Münsterdorfer Geestinsel.
Die Geest liegt insbesondere in den heutigen Kreisen Dithmarschen und Steinburg. Sie wird durch den Nord-Ostsee-Kanal durchschnitten, zu dessen Bau eine Niederung zwischen Dithmarscher Geest im Norden und Hohenwestedter Geest im Süden ausgenutzt wurde.
Für eine Altmoränenlandschaft weist die Heide-Itzehoer Geest relativ große Höhenunterschiede auf. Mit knapp 80 Meter über NN finden sich in der Heide-Itzehoer Geest ebenfalls die höchsten Erhebungen an der Westküste des Landes. Für die Landwirtschaft sind die Böden eher ungeeignet (Ackerzahlen zwischen 26 und 35 auf einer Skala von 100).